# الملك لير (فلم 1987)
الملك لير (بالإنجليزية: King Lear) فيلم لعام 1987 دراما، كوميدي، وخيال علمي أمريكي للمخرج الفرنسي جان لوك جودار. الفيلم من بطولة النجم الأمريكي وودي آلن، وفريدي بواشي، وليوس كاراكس. يروي الفيلم قصة خيالية عن فقد كثير من الأعمال الأدبية والفنية بعد كارثة تشيرنوبل، وتصدى أحد أحفاد وليام شكسبير لاسترجاع أعمال الشاعر الإنجليزي.

## طاقم التمثيل
وودي آلن: في دور السيد ألين
فريدي بواش: في دور البروفيسور كوينتين كوزينتسيف
ليوس كاراكس: في دور إدغار
جولي ديلبي: في دور فرجينيا
مناحيم غولان: في دور مناحيم غولان (صوت)
جان لوك غودار: في دور أستاذ بلججي
بيتر سيلارز: في دور الابن الخامس لويليام شكسبير
نورمان ميلر: في دور نورمان ميلر
كيت ميلر: في دور كيت ميلر
بيرجس ميريديث: في دور دون ليرو
مولي رينجوالد: في دور كورديليا
سوزان لانزا: في دور عفريت
ميشيل بيتين: في دور عفريت
جان لوك جودار: في دور الأستاذ بلججي
توم لودي: (صوت)

## ملخص أحداث الفيلم
يبدأ الفيلم بمحادثة هاتفية ثلاثية بين مناحم جولان منتج الفيلم، والمخرج جودار، وتوم لودي، حيث يشكو جولان من المدة التي يستغرقها جودار في صناعة الفيلم ويصر على أنه يجب أن يكون جاهزًا لمهرجان كان السينمائي عام 1987.
يناقش نورمان ميلر في فندق دو ريفاج في نيون، السيناريو الجديد للملك لير مع ابنته كيت ميلر، ولماذا تحمل الشخصيات أسماء شبيهة بالمافيا مثل دون ليرو.
يجلس حفيد ويليام شكسبير على طاولة في مطعم مهجور يطل على بحيرة جنيف، وهو يتساءل لماذا تم اختياره لإنتاج هذا الفيلم، بدلاً من المخرج المعروف، وفي التعليق الصوتي، يقرأ جودار مقتطفات من ملاحظات روبرت بريسون عن التصوير السينمائي. يتخيل ويل جونيور (حفيد شكسبير) «المؤلفين» الذين كان بإمكانهم إنتاج هذا الفيلم، مثل مارسيل باغنول، وكينجي ميزوغوتشي، وفرانسوا تروفو، وجورج فرانجو، وروبرت بريسون، وبيير باولو باسوليني، وفريتز لانج، وجورج ميلييس، وجاك تاتي، جان كوكتو.
يختفي كل شيء بعد انفجار تشيرنوبيل، وبعد فترة يعود كل شيء: الكهرباء والمنازل والسيارات، كل شيء باستثناء الثقافة. يوضح ويليام جونيور أنه وبترتيب خاص مع قسم الثقافة والمكتبة الملكية لصاحبة الجلالة، مطلوب منه استعادة بعض المفقودات.
يظهر أستاذ غريب يدعى جان لوك جودار، الذي قام بتجسيد يده مرارًا وتكرارًا دون سبب معين، ويتبعه أربعة من العفاريت البشرية، ثم يتم إرسال الفيلم إلى نيويورك من أجل أن يقوم ويليام جونيور بتجهيزه.

## استقبال الفيلم
منح موقع الطماطم الفاسدة الفيلم تقييم مقداره 55% بناء على آراء 11 ناقدًا سينمائيًّا.
انتقد ديسون هاو من صحيفة واشنطن بوست جودار لفرضه أسلوبه الخاص على أعمال شكسبير بشكل غير لائق: «حيث يقدر الكاتب المسرحي الوضوح والشعر، يبدو أن جودار يسعى للتعتيم والابتذال. ويهدف شكسبير إلى العالمية، بينما يسعى جودار إلى التقليل من قيمة كل شيء.» مع الثناء على المونتاج والتصوير السينمائي.
علق هال هينسون من صحيفة واشنطن بوست على الفيلم بأنه «نكتة عملية مضحكة وغير مرحة بشكل رهيب... مثيرة للغضب، محيرة، صعبة ومثيرة للإعجاب».
وصف كيفن توماس من صحيفة لوس أنجلوس تايمز الفيلم بأنه «عمل عبقري معتمد».
كتب ريتشارد برودي في مجلة نيويوركر في عام 2012، أنه في استطلاع «الصوت والمنظر» صنف الفيلم كأعظم فيلم في كل العصور، وتابع برودي ان  أفلام جودار الحديثة هي رائعة أكثر من الناحية الجمالية من أفلامه السابقة.
قارن فينسنت كانبي في صحيفة نيويورك تايمز عام 1988، الفيلم بشكل سلبي مع بقية أعمال جودار بأنه «متعب ومألوف وقديم»، مشيراً إلى أن الأسطر القليلة التي قدمها شكسبير في المسرحية تغلبت على حواره، مما يجعلها تبدو أقصر بكثير مما يجب، ومع ذلك، أشاد كانبي بالتمثيل باعتباره «جيدًا بشكل ملحوظ في ظل الظروف الرهيبة».

## وصلات خارجية
- الملك لير في قاعدة بيانات الأفلام
- الملك لير (فيلم 1987)
- الملك لير (فيلم 1987)
- الملك لير (فيلم 1987)
- الملك لير (فيلم 1987)